# NumPy
A NumPy nyílt forráskódú kiegészítő csomag a Python programozási nyelvhez, mely a nagy méretű, többdimenziós tömbök és mátrixok használatát támogatja magas szintű matematikai függvénykönyvtárral.

## Hátrányok
A vektorműveletként ki nem fejezhető algoritmusok általában lassabban futnak le, mert az eredeti Pythonban kell őket végrehajtani, míg a vektorizálás több memóriát igényel (ideiglenes tömböket kell létrehozni, melyek olyan nagyok, mint a bemenet).

## Példák
Tömbök létrehozása
```
>>>
 
import
 
numpy
 
as
 
np

>>>
 
x
 
=
 
np
.
array
([
1
,
 
2
,
 
3
])

>>>
 
x

array
([
1
,
 
2
,
 
3
])

>>>
 
y
 
=
 
np
.
arange
(
10
)
 
# mint a Python "range" függvénye, csak egy tömb az eredménye

>>>
 
y

array
([
0
,
 
1
,
 
2
,
 
3
,
 
4
,
 
5
,
 
6
,
 
7
,
 
8
,
 
9
])

```

Alapvető műveletek
```
>>>
 
a
 
=
 
np
.
array
([
1
,
 
2
,
 
3
,
 
6
])

>>>
 
b
 
=
 
np
.
linspace
(
0
,
 
2
,
 
4
)
 
# egy tömb létrehozása 4 egyenletesen elosztott pontokkal 0-val kezdődően 2-ig.

>>>
 
c
 
=
 
a
 
-
 
b

>>>
 
c

array
([
1.
,
 
1.33333333
,
 
1.66666667
,
 
4.
])

>>>
 
a
**
2

array
([
1
,
 
4
,
 
9
,
 
36
])

```

Általános függvények
```
>>>
 
a
 
=
 
np
.
linspace
(
-
np
.
pi
,
 
np
.
pi
,
 
100
)

>>>
 
b
 
=
 
np
.
sin
(
a
)

>>>
 
c
 
=
 
np
.
cos
(
a
)

```

Lineáris algebra
```
>>>
 
from
 
numpy.random
 
import
 
rand

>>>
 
from
 
numpy.linalg
 
import
 
solve
,
 
inv

>>>
 
a
 
=
 
np
.
array
([[
1
,
 
2
,
 
3
],
 
[
3
,
 
4
,
 
6.7
],
 
[
5
,
 
9.0
,
 
5
]])

>>>
 
a
.
transpose
()

array
([[
1.
,
 
3.
,
 
5.
],

       
[
2.
,
 
4.
,
 
9.
],

       
[
3.
,
 
6.7
,
 
5.
]])

>>>
 
inv
(
a
)

array
([[
-
2.27683616
,
 
0.96045198
,
 
0.07909605
],

       
[
1.04519774
,
 
-
0.56497175
,
 
0.1299435
],

       
[
0.39548023
,
 
0.05649718
,
 
-
0.11299435
]])

>>>
 
b
 
=
  
np
.
array
([
3
,
 
2
,
 
1
])

>>>
 
solve
(
a
,
 
b
)
  
# ax = b egyenlet megoldása

array
([
-
4.83050847
,
 
2.13559322
,
 
1.18644068
])

>>>
 
c
 
=
 
rand
(
3
,
 
3
)
  
# véletlenszerű 3x3-as mátrix létrehozása

>>>
 
c

array
([[
3.98732789
,
 
2.47702609
,
 
4.71167924
],

       
[
9.24410671
,
 
5.5240412
 
,
 
10.6468792
 
],

       
[
10.38136661
,
 
8.44968437
,
 
15.17639591
]])

>>>
 
np
.
dot
(
a
,
 
c
)
  
# mátrix szorzás

array
([[
3.98732789
,
 
2.47702609
,
 
4.71167924
],

       
[
9.24410671
,
 
5.5240412
 
,
 
10.6468792
],

       
[
10.38136661
,
 
8.44968437
,
 
15.17639591
]])

```

## Történet
A Python programozási nyelv eredetileg nem numerikus számításokra volt tervezve, de még a tervezés elején felkeltette a kutató- és mérnökközösség figyelmét. Ezért 1995-ben egy matrix-sig nevű érdekcsoport alakult azzal a céllal, hogy egy tömbszámítási csomagot hozzon létre. A csoport tagjai között volt a Python fő tervezője/fenntartója, Guido van Rossum, aki új függvényeket hozott létre a tömbszámítási feladatok megkönnyítésére.
Később Jim Fulton létrehozott egy hasonló csomagot a mátrixszámításokhoz, melyet Jim Hugunin általánosított. Így jött létre a Numeric (Numerical Python, NumPy).
Hugunin, az MIT-n végzős diák, 1997-ben csatlakozott a CNRI-hez, hogy a JPythonon dolgozzon.
Ezután a rugalmas Numarray csomag jött létre a Numeric helyett. Mára a Numarray és a Numeric is elavult.
A Numarray sokkal gyorsabban dolgozott a nagy tömbökkel, de a Numericnél lassabban a kicsikkel. Ezért egy ideig mind a két csomag használatban volt, és azt alkalmazták, amelyik az adott feladatra gyorsabb volt. A Numeric utolsó változatát (v24.2) 2005. november 11-én, a numarrayét (v1.5.2) pedig 2006. augusztus 24-én adták ki.
Egy ideig az volt a törekvés, hogy a Numeric bekerüljön a Python standard könyvtárai közé, de Guido van Rossum úgy vélte, hogy a kód már nem karbantartható eredeti formájában sem.
2005 elején a NumPy fejlesztője, Travis Oliphant egyesítette a két közösséget, így 2006-ban a Numarray és a Numeric csomagokból – a SciPy projekt részeként – létrejött a NumPy v1.0.
Hogy a SciPy csomag ne legyen túl nagy, a NumPy-t külön csomagként adták ki.